# Ochthoeca thoracica
El pitajo pechicastaño o pitajo con cinturón marrón (Ochthoeca thoracica), es una especie de ave paseriforme de la familia Tyrannidae perteneciente al género Ochthoeca. Es nativo de regiones andinas del centro oeste de América del Sur.

## Distribución yhábitat
Se distribuye a lo largo de la cordillera de los Andes en el norte de Perú desde el sur de Amazonas al sur hasta el río Marañón, también al este de Cajamarca al sur hasta el oeste de San Martín y en el centro y sureste de Perú (al sur desde Pasco) hacia el sur hasta el norte de Bolivia (al sur hasta Cochabamba).
Esta especie es considerada poco común en sus hábitats naturales: el sotobosque y los bordes de selvas montanas y bosques en la pendiente oriental de los Andes en altitudes entre 1700 y 3200 m s. n. m.

## Sistemática

### Descripción original
La especie O. thoracica fue descrita por primera vez por el ornitólogo polaco Władysław Taczanowski en 1874 bajo el mismo nombre científico; su localidad tipo es: «Chilpes, Perú».

### Etimología
El nombre genérico femenino «Ochthoeca» se compone de las palabras del griego «okhthos» que significa ‘montículo’, ‘colina’ y «oikeō» que significa ‘habitar’; y el nombre de la especie «thoracica», deriva del latín medio «thoracicus» que significa ‘pectoral’, ‘relativo al pecho’.

### Taxonomía
Por mucho tiempo fue tratada como el grupo de subespecies O. cinnamomeiventris thoracica/angustifasciata, pero actualmente se la considera como separada de Ochthoeca cinnamomeiventris debido a las diferencias de plumaje siguiendo a Ridgely & Greenfield (2001), Hilty (2003) y Fitzpatrick (2004). El Comité de Clasificación de Sudamérica (SACC) precisa de propuestas para validar.

### Subespecies
Según las clasificaciones del Congreso Ornitológico Internacional (IOC) y Clements Checklist/eBird se reconocen dos subespecies, con su correspondiente distribución geográfica:
- Ochthoeca thoracica angustifasciata Chapman, 1926 – norte de Perú (desde el sur de Amazonas al sur hasta el río Marañón, también al este de Cajamarca al sur hasta el oeste de San Martín).
- Ochthoeca thoracica thoracica Taczanowski, 1874 – centro y sureste de Perú, (al sur desde Pasco) hacia el sur hasta el norte de Bolivia (al sur hasta Cochabamba)